# Madi Okollo
Madi Okollo is een district in het noorden van Oeganda. Hoofdstad van het district is de stad Okollo. Het district telde in 2020 naar schatting 164.200 inwoners op een oppervlakte van 2019 km². Meer dan 95% van de bevolking leeft op het platteland.
Het district werd opgericht in 2019 door afsplitsing van het district Arua. Het grenst in het oosten aan de Albertnijl en in het westen aan Arua. Het district is onderverdeeld in 2 constituencies (Upper Madi en Lower Madi) en acht sub-counties.